# Ново кино „Парадизо“
„Ново кино „Парадизо“ (на италиански: Nuovo Cinema Paradiso) е италиански драматичен филм от 1988 година на режисьора и сценарист Джузепе Торнаторе.

## Сюжет
В центъра на сюжета е историята на киносалон в малко градче в Сицилия и ролята му в ранните години на бъдещ известен кинорежисьор.

## В ролите
Главните роли се изпълняват от Филип Ноаре, Салваторе Кашо, Марко Леонарди, Жак Перен.

## Награди и Номинации
„Ново кино „Парадизо“ получава наградите Оскар, Златен глобус и БАФТА за най-добър чуждоезичен филм.